# 녹색의 하인리히

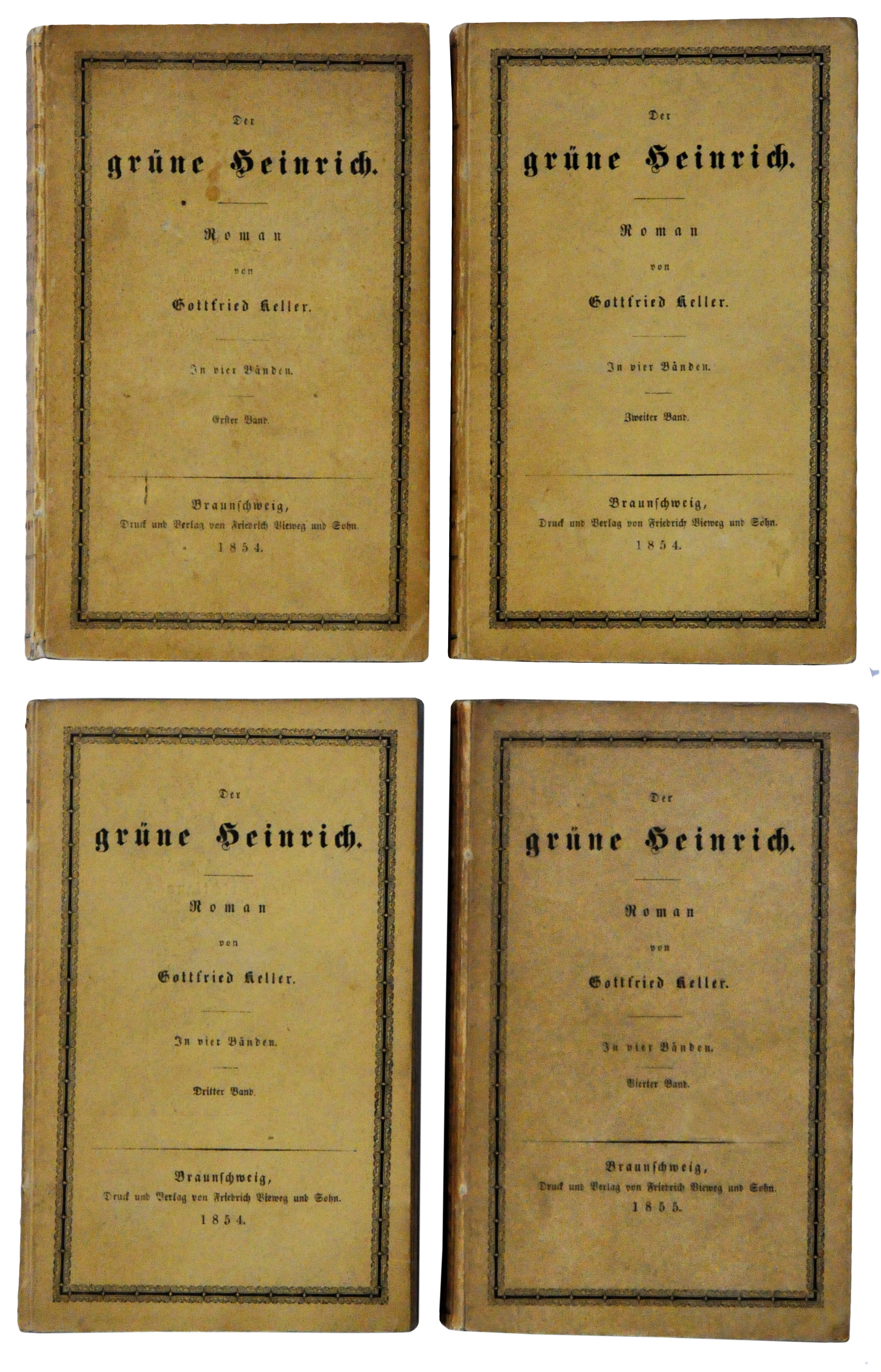
제1판

《녹색의 하인리히》(독일어: Der grüne Heinrich, 초판 1885, 재판 1880)는 켈러의 자서전적인 교양소설이다.
베를린 체류 중의 생활은 고통스러운 것이어서 인세(印稅)를 선불(先拂) 받은 기회에 착수한 작품이다. 초판은 부친 사후, 아들을 위해서 고생하다 돌아가신 어머님에 대한 회오(悔悟)를 포이어바흐적(的)인 체험에 의한 세계관에 서서 객관적으로 자기를 정산(精算)하려고 시도했다. 작품에서는 바로 이 반대적 요인이 리얼리즘 형식상 조화되지 않았고, 자기 정산은 주관적 요소에 머물지만, 스위스 시민으로서의 도덕적 무자격과, 시민권 회복에의 의도를 작자 자신이 동시에 자각한다는 데 있다. 이러한 모순에 대한 보상은 재판(再版)을 기다려야 되었다. 초판(初版)의 비극은 주인공의 정치가로서의 재생(再生)으로 바뀌고, 초판의 모순도 포이어바흐적 체험을 쌓아서 교양소설적 성격을 강화함으로써 해소된다.

## 같이 보기
- 성장소설